# Bas Maas

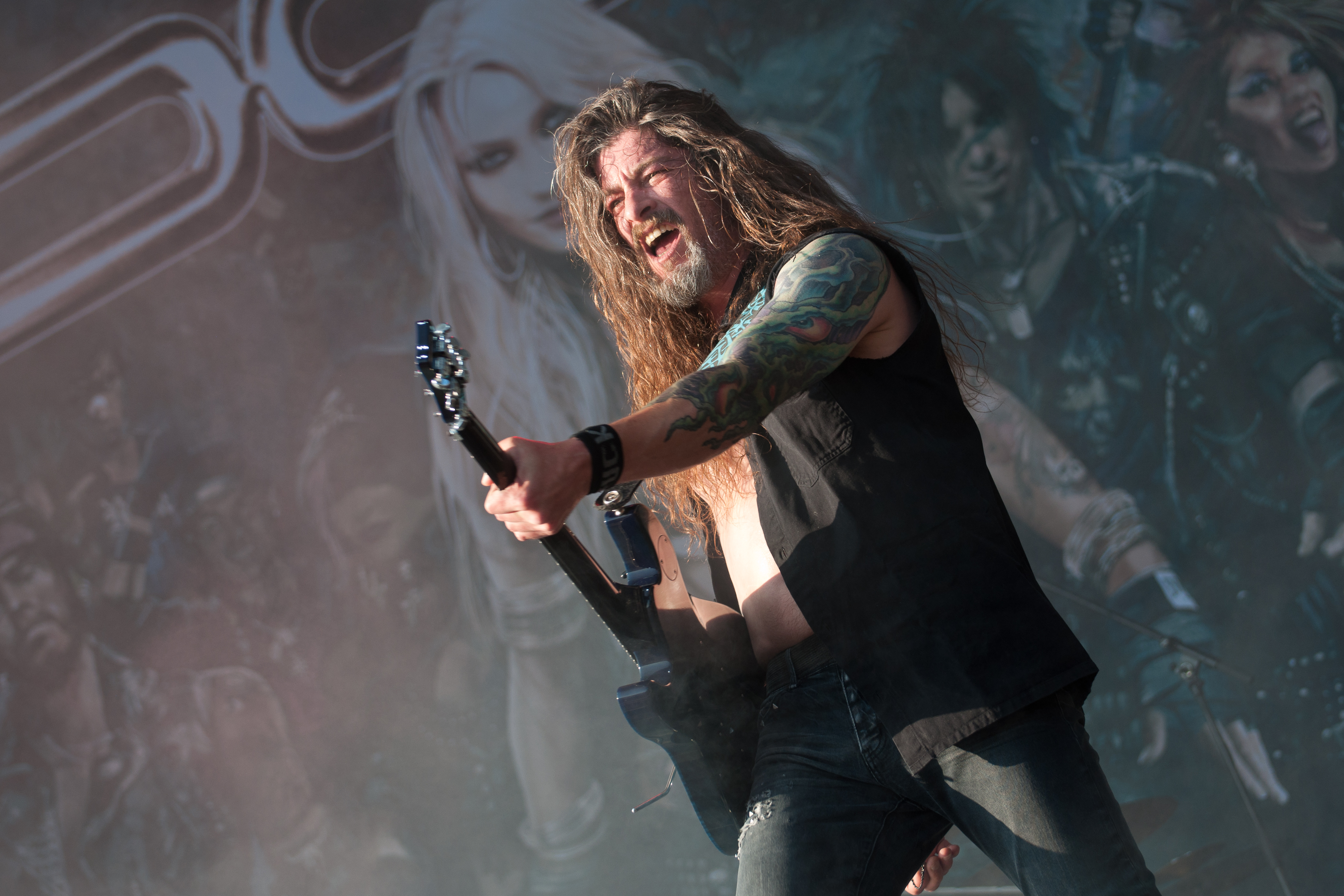
Bas Maas

Bas Maas (Heerlen, 17 augustus 1977) is een Nederlandse gitarist.
Van 2002 tot 2009 speelde Bas Maas in de metalband After Forever, waar hij onder anderen samenwerkte met Floor Jansen en Sander Gommans. Ook was hij bij die band zanger. 
Sinds 2010 maakt hij deel uit van de liveband van de Duitse metalzangeres Doro (Dorothee Pesch), waar hij naast het gitaarspel ook de achtergrondzang voor zijn rekening neemt.
In 2012 werd hij gevraagd als tijdelijke vervanger voor gitarist Sander Gommans in de symfonische metalband Delain.